# Fundusz Ochrony Gruntów Rolnych
Fundusz Ochrony Gruntów Rolnych – fundusz celowy utworzony na ochronę i poprawę jakości gruntów rolnych. Ochrona gruntów rolnych oznacza kompleks powszechnie obowiązujących przepisów prawnych nakładających na odpowiednie organy obowiązek oszczędnego dysponowania gruntami rolnymi na cele nierolnicze.

## Regulacje w sprawie ochrony gruntów rolnych i leśnych
Ustawa 1982 r. regulowała zasady ochrony gruntów rolnych i leśnych, a także rekultywacji nieużytków i gleb zdegradowanych, w celu zachowania jak największego obszaru gruntów rolnych i leśnych, poprawy ich wartości oraz pełnego wykorzystania dla potrzeb produkcji rolniczej i leśnej.
Zgodnie z ustawą z 1982 r. gruntami rolnymi były grunty:
- określone w ewidencji gruntów jako użytki rolne, to jest grunty orne, sady i inne plantacje wieloletnie oraz trwałe łąki i pastwiska,
- pod stawami rybnymi oraz innymi zbiornikami wodnymi, służącymi wyłącznie dla potrzeb rybactwa śródlądowego,
- pod budynkami i urządzeniami wchodzącymi w skład gospodarstw rolnych,
- pod zadrzewieniami i zakrzywieniami śródpolnymi, w tym również pod pasami przeciwwietrznymi i urządzeniami przeciwerozyjnymi,
- ogrodów botanicznych i działkowych,
- pod urządzeniami melioracji wodnych, ujęciami i zbiornikami wodnymi wykorzystywanymi dla potrzeb rolnictwa.

Z kolei gruntami leśnymi były grunty:
- określone w ewidencji gruntów jako lasy,
- znajdujące się pod uprawą leśną,
- pod budynkami mieszkalnymi i gospodarczymi, urządzeniami melioracji wodnych i innymi urządzeniami wykorzystywanymi dla potrzeb gospodarki leśnej,
- parków dendrologicznych i parków leśnych,
- zrekultywowane na cele leśne.

## Utworzenie funduszu w 1982 r.
Fundusz Ochrony Gruntów Rolnych został utworzony w 1982 r. Jego dochody miały stanowić należności i opłaty związane z wyłączeniem z produkcji gruntów nie pozostających pod zarządem Ministra Leśnictwa i Przemysłu Drzewnego. Fundusz dzielił się na terenowy i centralny, a podziału funduszy między nimi dokonywał Minister Rolnictwa i Gospodarki Żywieniowej. Środkami funduszu terenowego dysponowali wojewodowie, a funduszu centralnego Minister Rolnictwa i Gospodarki Żywieniowej.

## Przeznaczenie środków funduszu w 1982 r.
Środki Funduszu Ochrony Gruntów Rolnych przeznaczone były na ochronę, rekultywację i poprawę jakości gruntów oraz na wypłatę odszkodowań przewidzianych ustawą. Środki Funduszu przydzielało się na wniosek zainteresowanych właścicieli gruntów, przy uwzględnieniu efektywności projektowanych przedsięwzięć oraz wielkości obszaru użytków rolnych.

## Nowelizacja zadań funduszu w 1988 r.
W ustawie z 1988 r. o zmianie ustawy o ochronie gruntów rolnych i leśnych wprowadzono zmiany dotyczące Funduszu Ochrony Gruntów Rolnych polegające na tym, że:
- fundusz centralny tworzy się z 20% dochodów funduszu, którym dysponuje Minister Rolnictwa, Leśnictwa i Gospodarki Żywnościowej;
- środkami funduszu terenowego dysponuje właściwa wojewódzka rada narodowa na podstawie uchwalonego planu:
- terenowe organy administracji państwowej o właściwości ogólnej przedstawiają wojewódzkiej radzie narodowej projekty planu, oraz roczne sprawozdanie z wykonania zadań i gospodarowania środkami funduszu.

## Nowelizacja zadań funduszu w 1995 r.
Dochodami Funduszu Ochrony Gruntów Rolnych były środki związane z wyłączaniem z produkcji gruntów rolnych, w tym:
- należności;
- opłaty roczne;
- opłaty z tytułu niewykonania obowiązku zdjęcia i wykorzystania próchnicznej warstwy ziemi;
- opłaty oraz należności i opłaty podwyższone wynikające z niewyłączenia gruntów z produkcji.

Fundusz dzielił się na terenowy i centralny. Fundusz centralny był tworzony z 20% dochodów Funduszu, którym dysponował Minister Rolnictwa i Gospodarki Żywnościowej. Środkami funduszu terenowego dysponował wojewoda.

## Przeznaczenie środków funduszu w 1995 r.
Środki funduszu przeznaczane były na ochronę, rekultywację i poprawę jakości gruntów rolnych oraz na wypłatę odszkodowań przewidzianych ustawą a w szczególności na:
- rekultywację na cele rolnicze gruntów, które utraciły wartość użytkową wskutek działalności nieustalonych osób;
- rolnicze zagospodarowanie gruntów zrekultywowanych;
- użyźnienie gleb o niskiej wartości produkcyjnej, ulepszenie rzeźby terenu i struktury przestrzennej gleb.

## Nowelizacja zadań funduszu w 2009 r.
Ustawą z 2009 r. – przepisy wprowadzające ustawę o finansach publicznych – wprowadzono zmiany budżetu województw, określające, że dochodami budżetu województwa związanymi z wyłączaniem z produkcji gruntów rolnych były pobierane na podstawie ustawy:
- należności;
- opłaty roczne;
- opłaty z tytułu niewykonania obowiązku zdjęcia i wykorzystania próchnicznej warstwy gleby;
- opłaty oraz należności i opłaty roczne podwyższone.

Uzyskane środki Funduszu przeznaczane były na:
- rekultywację na cele rolnicze gruntów, które utraciły lub zmniejszyły swą wartość użytkową
- rolnicze zagospodarowanie gruntów zrekultywowanych
- użyźnianie gleb o niskiej wartości produkcyjnej, ulepszanie rzeźby terenu i struktury przestrzennej gleb, usuwanie kamieni i odkrzaczanie
- przeciwdziałanie erozji gleb na gruntach rolnych, w tym zwrot kosztów zakupu sadzonek, nasion, utrzymania w stanie sprawności technicznej urządzeń przeciwerozyjnych oraz wypłaty ewentualnych odszkodowań
- budowę i renowację zbiorników wodnych służących małej retencji;
- budowę i modernizację dróg dojazdowych do gruntów rolnych
- wdrażanie i upowszechnianie wyników prac naukowo-badawczych związanych z ochroną gruntów rolnych wykonywanie badań płodów rolnych w strefach ochronnych, oraz niezbędnych dokumentacji i ekspertyz z zakresu ochrony gruntów rolnych
- wykonywanie zastępcze obowiązków określonych w ustawie
- rekultywację nieużytków i użyźnianie gleb na potrzeby nowo zakładanych pracowniczych ogrodów działkowych
- zakup sprzętu pomiarowego i informatycznego oraz oprogramowania, niezbędnego do zakładania i aktualizowania operatów ewidencji gruntów oraz prowadzenia spraw ochrony gruntów rolnych, do wysokości 5% rocznych dochodów Funduszu.